# Фатін Ігор Вікторович
Ігор Вікторович Фатін (рос. Игорь Викторович Фатин; нар. 24 листопада 1962) — радянський та російський футболіст та тренер, виступав на позиції півзахисника.

## Життєпис
Кар'єру починав 1979 року в іркутській «Зірці», у складі якої виступав у першості СРСР у другій лізі, зона «Схід» У сезонах 1985—1989 разом із командою посідав 2 місце у своїй зоні. 1990 року перебрався до клубу «Океан» (Находка). Протягом двох років клуб претендував на вихід до першої союзної ліги, і коли 1991 року отримав це право, СРСР розпався, і команду допустили до участі у вищій російській лізі. 2 квітня 1992 року у виїзному матчі 2-го туру проти московського «Локомотива» дебютував у вищому російському дивізіоні, провів на полі повний матч. В «Океані» у вищій лізі відіграв два сезони, провів 56 матчів, відзначив 5 м'ячів. 1994 року повернувся до «Зірки», яка бере участь у першій лізі. У 1995 році команда піднялася на найвищу сходинку у своїй історії, посів 4-е місце у першій лізі. У тому року закінчив Хабаровський інститут фізичної культури. 1998 року перейшов у «Селенгу», в якій і завершив професіональну кар'єру 1999 року. З 2000 по 2001 рік працював одним із тренерів «Зірки». У 2001 році закінчив Вищу школу тренерів РДАФК (спеціалізація: футбол). З 2003 року працював старшим тренером у футзальному клубі «Зірка-Істленд» (Іркутськ). У сезонах 2005/06 року та 2006/07 років команда посідала 4 місце у вищій лізі, що також є найвищим досягненням іркутського футболу. У 2007 році працював головним тренером команди Сибірського митного управління з футзалу, яка стала в сезоні 2007 року вперше чемпіоном Росії серед митних органів. З 2008 року є старшим тренером з футболу жіночого клубу ДЮСШ «Рекорд» (Іркутськ). 2008 року команда дівчат під керівництвом Ігора Фатіна в Анапі стала чемпіоном Росії серед свого віку. Також з 2008 року працює старшим викладачем в Іркутській філії ФДБОУ ВПО РДУФКСМіТ. У 2012 році команда філії, яка тренується під керівництвом Фатіна, посіла третє місце у відкритій Спартакіаді серед вузів з футзалу.